# Trimeresurus malabaricus
Trimeresurus malabaricus là một loài rắn trong họ Rắn lục. Loài này được Jerdon mô tả khoa học đầu tiên năm 1854.

## Hình ảnh

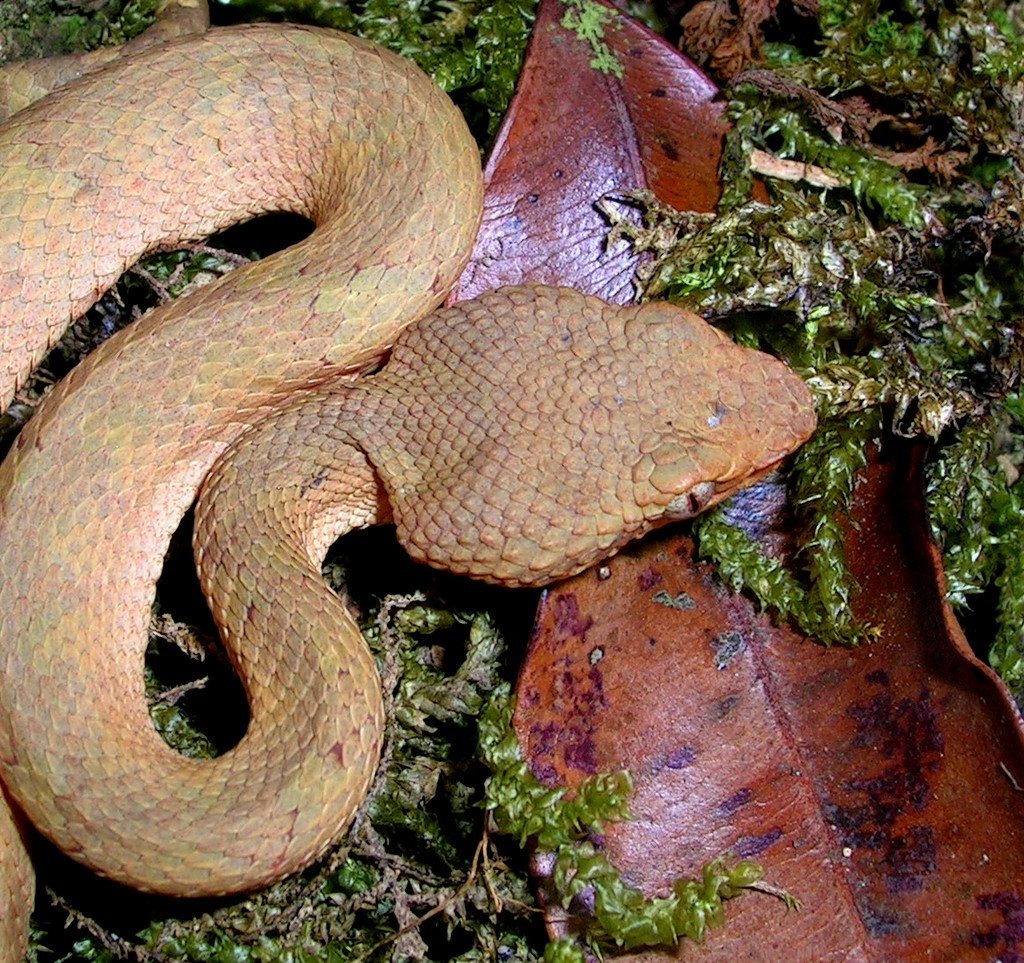
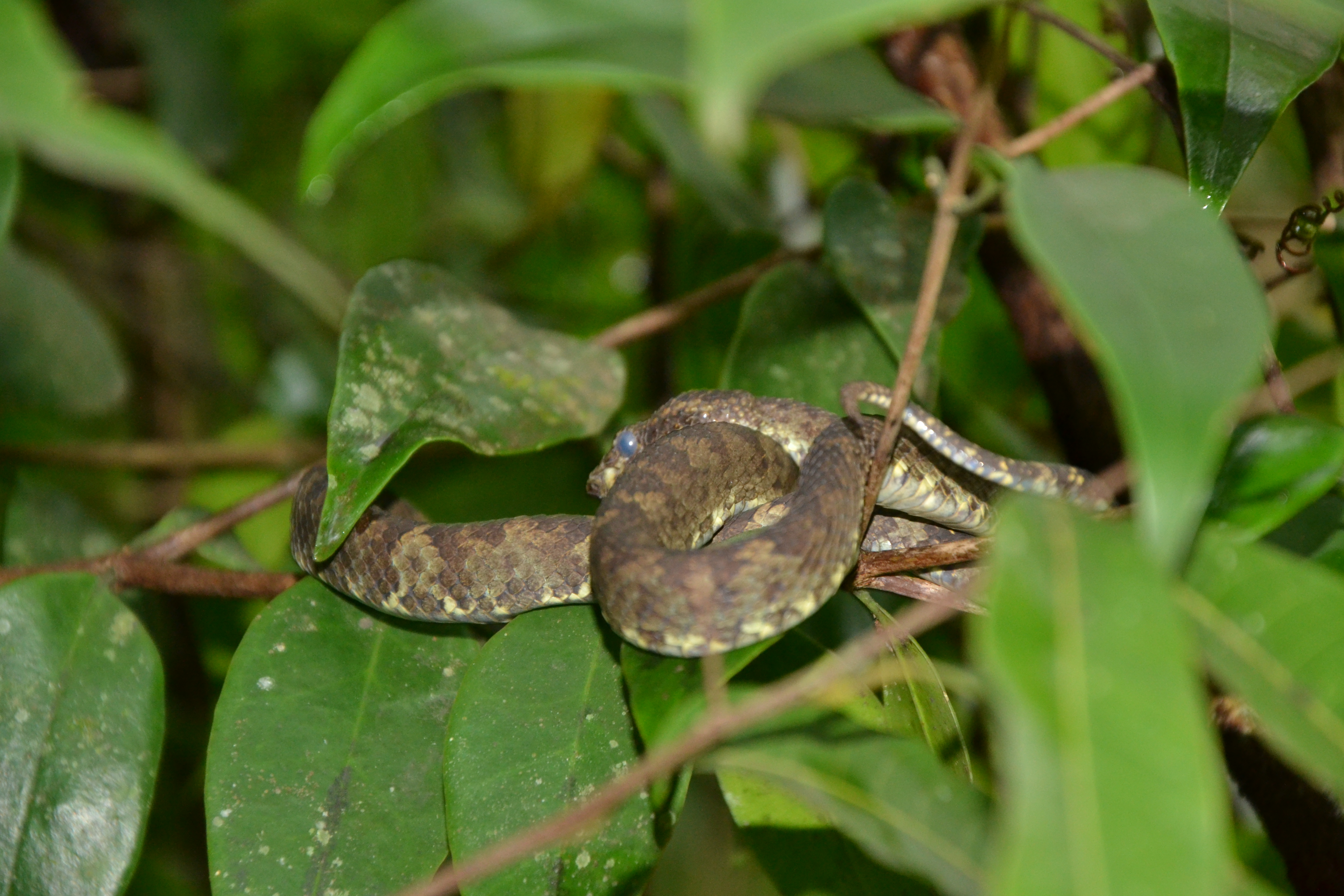
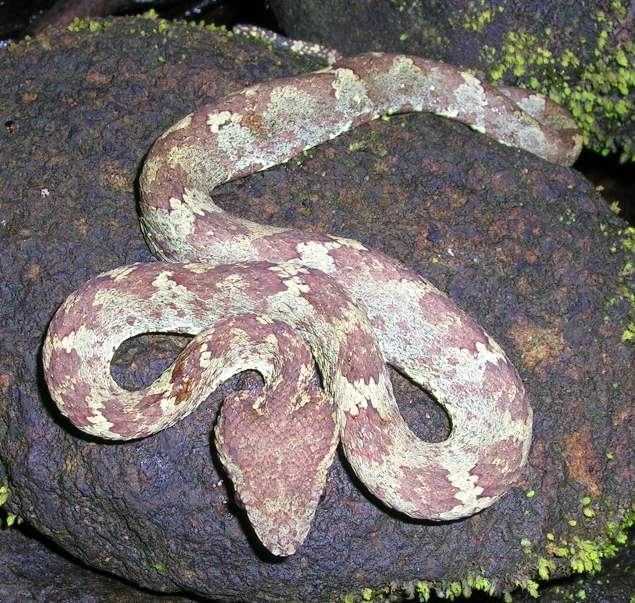
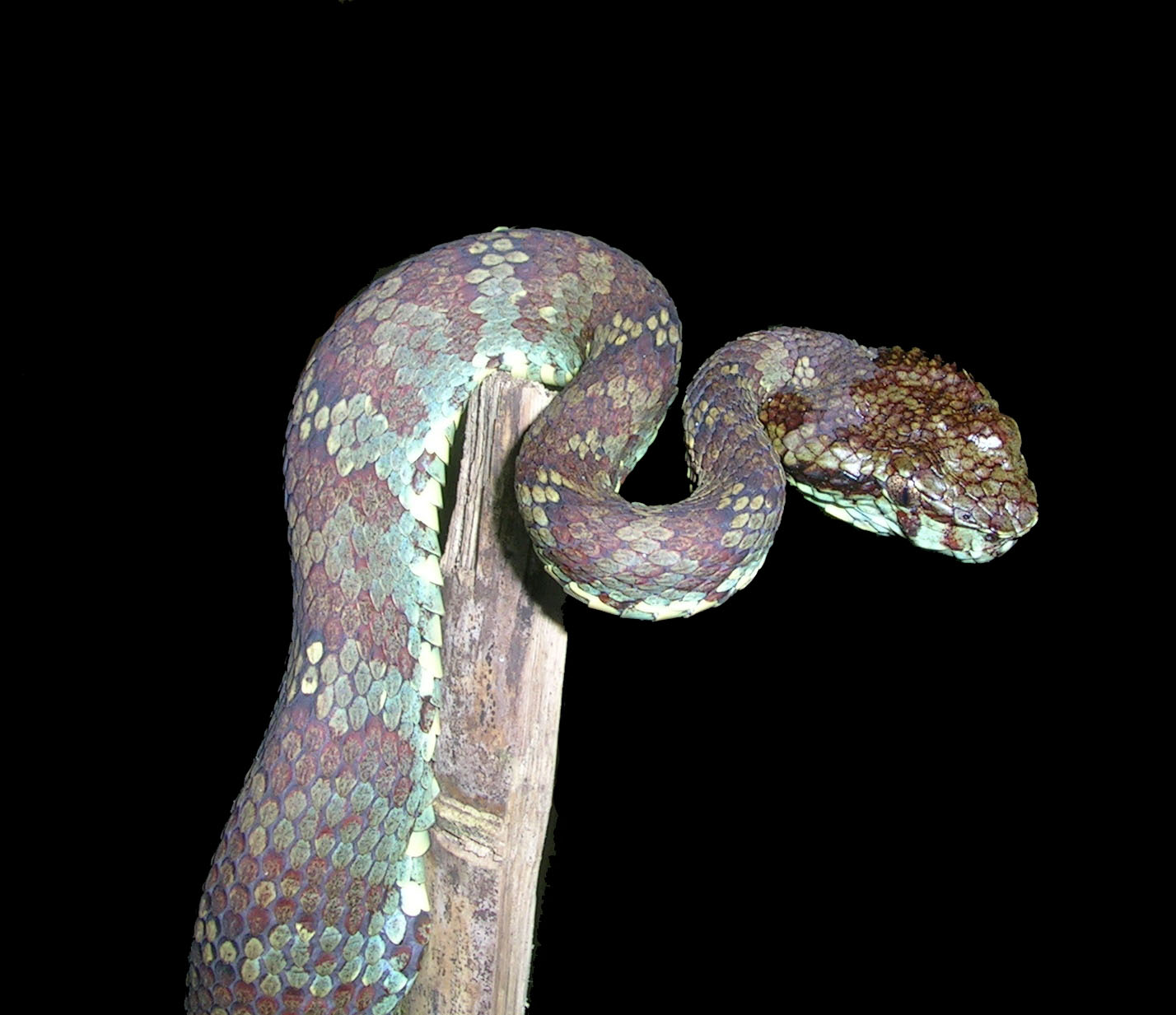
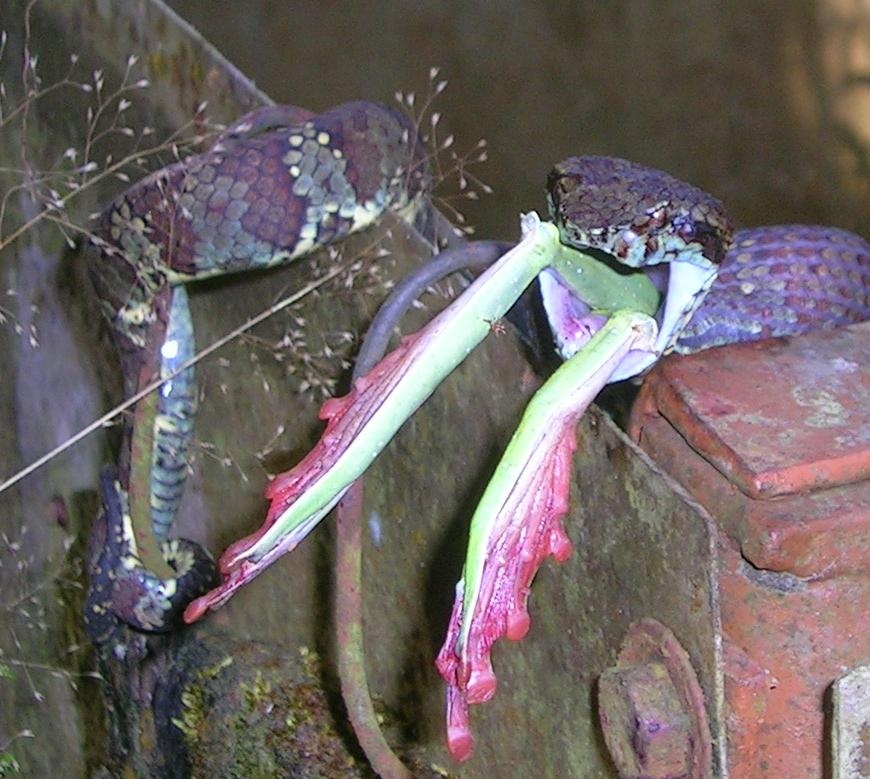